# HD 39853
HD 39853，又名BD-11 1321，SAO 150932、HR 2065，是一颗恒星，视星等为5.66，位于銀經217.29，銀緯-17.85，其B1900.0坐标为赤經5h 50m 3.6s，赤緯-11° -17.85′ 37″。